# Phẫu thuật tim – lồng ngực
Phẫu thuật tim (còn gọi là phẫu thuật lồng ngực) là lĩnh vực y khoa liên quan đến  phẫu thuật điều trị các cơ quan bên trong lồng ngực (ngực). Điều trị chung các tình trạng của tim (bệnh tim) và phổi (bệnh phổi).
Ở hầu hết các quốc gia, phẫu thuật tim (liên quan đến tim và các mạch máu lớn) và phẫu thuật lồng ngực nói chung (liên quan đến phổi, thực quản, tuyến ức, v.v.)là các chuyên ngành riêng biệt; ngoại lệ là Hoa Kỳ, Úc, New Zealand và một số quốc gia EU, như Vương quốc Anh và Bồ Đào Nha.

## Phẫu thuật tim
Các hoạt động sớm nhất trên màng ngoài tim (túi bao quanh trái tim) diễn ra vào thế kỷ 19 và được thực hiện bởi Francisco Romero (1801), Dominique Jean Larrey, Henry Dalton và Daniel Hale Williams. Ca phẫu thuật đầu tiên về tim được thực hiện bởi bác sĩ phẫu thuật người Na Uy Axel Cappelen vào ngày 4 tháng 9 năm 1895 tại Rikshospitalet ở Kristiania, nay là Oslo, Na Uy. Bệnh nhân bị đứt một động mạch vành chảy máu. Anh ta là một người đàn ông 24 tuổi bị đâm vào nách trái sâu, bệnh nhân đã sốc khi đến nơi chữa trị. Ca phẫu thuật tiếp cận được thông qua một lồng ngực trái. Bệnh nhân tỉnh dậy và có vẻ ổn trong 24 giờ, nhưng cuối cùng anh ta đã chết và qua khám nghiệm tử thi chứng tỏ cái chết liên quan đến viêm trung thất vào ngày thứ ba sau phẫu thuật. Ca phẫu thuật tim thành công đầu tiên, được thực hiện mà không có biến chứng, là bởi Ludwig Rehn ở Frankfurt, Đức, người đã được chữa vết thương đâm vào tâm thất phải vào ngày 7 tháng 9 năm 1896.
Phẫu thuật trong các mạch lớn (sửa chữa co thắt động mạch chủ, tạo shunt Blalock-Taussig, đóng ống động mạch) trở nên phổ biến sau khi bước sang thế kỷ tiếp theo và lúc đó nó được coi là lĩnh vực phẫu thuật tim, nhưng về mặt kỹ thuật không thể được coi là như vậy. Một trong những thủ tục phẫu thuật tim thường được biết đến là ghép bắc cầu động mạch vành (CABG), còn được gọi là "phẫu thuật bắc cầu". Trong ca phẫu thuật này, các mạch từ nơi khác trong cơ thể bệnh nhân được thu hoạch và ghép vào các động mạch vành để vượt qua tắc nghẽn và cải thiện việc cung cấp máu cho cơ tim.

### Tiếp cận sớm với dị tật tim
Năm 1925 làm việc với van tim là không phổ biến. Henry Souttar đã phẫu thuật thành công trên một phụ nữ trẻ bị hẹp van hai lá. Anh ta mở một phần phụ của tâm nhĩ trái và đưa một ngón tay vào khu vực này để sờ nắn và khám phá van hai lá bị tổn thương. Bệnh nhân sống sót trong vài năm, nhưng các đồng nghiệp bác sĩ của Souttar tại thời điểm đó đã quyết định rằng thủ tục phẫu thuật đó là không chính đáng và anh ta không thể tiếp tục.
Phẫu thuật tim thay đổi đáng kể sau Thế chiến II. Năm 1948, bốn bác sĩ phẫu thuật đã tiến hành phẫu thuật hẹp van hai lá do sốt thấp khớp. Horace Smithy (1914 - 1948), Charlotte, đã thành công cứu được một ca phẫu thuật do Bác sĩ Dwight Harken của Bệnh viện Peter Bent Brigham ở Boston sử dụng tác động ngoài để loại bỏ một phần của van hai lá. Charles Bailey (1910 - 1993) tại Bệnh viện Hahnemann, Philadelphia, Dwight Harken ở Boston và Russell Brock tại Bệnh viện Guy'stat cả đều áp dụng phương pháp của Souttar. Tất cả những người này bắt đầu làm việc độc lập với nhau, trong vòng một vài tháng. Lần này, kỹ thuật của Souttar đã được áp dụng rộng rãi mặc dù đã có sửa đổi.
Năm 1947, Thomas Holmes Sellors (1902 - 1987) của Bệnh viện Middlesex đã phẫu thuật cho bệnh nhân Tetralogy của Fallot bị hẹp van phổi và chia thành công van phổi bị hẹp. Năm 1948, Russell Brock, có lẽ không biết gì về công việc của Sellor, đã sử dụng một chất làm giãn được thiết kế đặc biệt trong ba trường hợp hẹp động mạch phổi. Sau đó vào năm 1948, ông đã thiết kế một thủ tục để khắc phục chứng hẹp cơ bắp ngoại biên thường liên quan đến Tetralogy của Fallot. 
Nhiều ngàn ca phẫu thuật như thế này đã được thực hiện cho đến khi thế giới biết đến phương pháp bắc cầu tim có thể phẫu thuật trực tiếp trên van. 

### Phẫu thuật tim hở
Phẫu thuật tim hở là một thủ thuật trong đó tim của bệnh nhân được mở và phẫu thuật được thực hiện trên các cấu trúc bên trong của tim. Wilfred G. Bigelow của Đại học Toronto đã phát hiện ra rằng việc chữa các bệnh lý trong tim được thực hiện tốt hơn với môi trường không có máu và hoàn toàn bất động, điều đó có nghĩa là tim phải ngừng đập và rút máu. Lần điều trị nội tâm thành công đầu tiên là một ca chữa khuyết tật tim bẩm sinh bằng cách hạ thân nhiệt được thực hiện bởi C. Walton Lillehei và F. John Lewis tại Đại học Minnesota vào ngày 2 tháng 9 năm 1952. Năm sau, bác sĩ phẫu thuật Liên XôAleksandr Aleksandrovich Vishnevskiy đã tiến hành ca phẫu thuật tim đầu tiên bằng cách gây tê tại chỗ.
Các bác sĩ phẫu thuật đã nhận ra những hạn chế của hạ thân nhiệt - việc sửa chữa nội tâm phức tạp mất nhiều thời gian hơn và bệnh nhân cần lưu lượng máu đến cơ thể, đặc biệt là não. Bệnh nhân cần chức năng của tim và phổi được cung cấp bởi một phương pháp nhân tạo, do đó thuật ngữ "bắc cầu tim phổi" ra đời. John Heysham Gibbon tại Trường Y khoa Jefferson ở Philadelphia đã báo cáo vào năm 1953 lần đầu tiên sử dụng thành công lưu thông ngoại bào bằng máy tạo oxy, nhưng ông đã từ bỏ phương pháp này, thất vọng vì những thất bại sau đó. John W. Kirklin tại Phòng khám Mayo ở Rochester, Minnesota bắt đầu sử dụng máy bơm oxy loại Gibbon trong một loạt các hoạt động thành công, và ngay sau đó được các bác sĩ phẫu thuật ở nhiều nơi trên thế giới theo dõi.

### Phẫu thuật tim đập hiện đại
Kể từ những năm 1990, các bác sĩ phẫu thuật đã bắt đầu thực hiện " phẫu thuật bắc cầu bằng bơm " - phẫu thuật bắc cầu động mạch vành mà không cần phẫu thuật bắc cầu tim phổi nói trên. Trong các hoạt động này, tim đang đập trong khi phẫu thuật, nhưng được ổn định để cung cấp một khu vực làm việc gần như vẫn còn để kết nối các ống dẫn mà bỏ qua tắc nghẽn.
Một số nhà nghiên cứu tin rằng phương pháp bơm ngoài dẫn đến ít biến chứng sau phẫu thuật, chẳng hạn như hội chứng sau lọc máu, và kết quả tổng thể tốt hơn. Kết quả nghiên cứu đang gây tranh cãi kể từ năm 2007, sở thích của bác sĩ phẫu thuật và kết quả bệnh viện vẫn đóng vai trò chính.

### Phẫu thuật xâm lấn tối thiểu
Một hình thức phẫu thuật tim mới đã trở nên phổ biến là phẫu thuật tim hỗ trợ robot. Đây là nơi một chiếc máy được sử dụng để thực hiện phẫu thuật trong khi được kiểm soát bởi bác sĩ phẫu thuật tim. Ưu điểm chính của điều này là kích thước của vết mổ được thực hiện ở bệnh nhân. Thay vì vết mổ ít nhất đủ lớn để bác sĩ phẫu thuật đặt tay vào bên trong, nó không phải lớn hơn 3 lỗ nhỏ để "bàn tay" nhỏ hơn của robot có thể vượt qua.

### Phẫu thuật tim mạch nhi
Phẫu thuật tim mạch nhi khoa là phẫu thuật tim của trẻ em. Các phẫu thuật đầu tiên để chữa khiếm khuyết tim mạch ở trẻ em đã được Clarence Crafoord ở Thụy Điển thực hiện khi anh ấy chữa động mạch chủ ở một cậu bé 12 tuổi. Những nỗ lực đầu tiên để giảm nhẹ bệnh tim bẩm sinh được thực hiện bởi Alfred Blalock với sự hỗ trợ của William Longmire, Denton Cooley và kỹ thuật viên giàu kinh nghiệm của Blalock, Vivien Thomas vào năm 1944 tại Bệnh viện Johns Hopkins. 
Kỹ thuật chữa các khuyết tật tim bẩm sinh mà không sử dụng máy bypass được phát triển vào cuối những năm 1940 và đầu những năm 1950. Trong số đó là một sửa chữa mở của một khiếm khuyết thông liên nhĩ bằng cách hạ thân nhiệt, tắc dòng chảy và tầm nhìn trực tiếp ở một đứa trẻ 5 tuổi được thực hiện vào năm 1952 bởi Lewis và Tauffe. C. Walter Lillihei đã sử dụng tuần hoàn chéo giữa một cậu bé và cha mình để duy trì tưới máu trong khi thực hiện chữa trực tiếp một khiếm khuyết thông liên thất ở một đứa trẻ 4 tuổi vào năm 1954. Ông tiếp tục sử dụng lưu thông chéo và thực hiện các chỉnh sửa đầu tiên của tetratology Fallot và trình bày những kết quả đó vào năm 1955 tại Hiệp hội Phẫu thuật Hoa Kỳ. Về lâu dài, phẫu thuật tim mạch nhi sẽ dựa vào máy bắc cầu tim phổi do Gibbon và Lillehei phát triển như đã lưu ý ở trên.

### Rủi ro của phẫu thuật tim
Sự phát triển của phẫu thuật tim và kỹ thuật bắc cầu tim phổi đã làm giảm tỷ lệ tử vong của những ca phẫu thuật này xuống thứ hạng tương đối thấp. Chẳng hạn, việc sửa chữa các khuyết tật tim bẩm sinh hiện được ước tính có tỷ lệ tử vong 4% 6%. Một mối quan tâm chính với phẫu thuật tim là tỷ lệ tổn thương thần kinh. Đột quỵ xảy ra ở 5% trong số tất cả những người trải qua phẫu thuật tim, và cao hơn ở những bệnh nhân có nguy cơ bị đột quỵ. Một khả năng hi hữu hơn về sự thiếu hụt nhận thức thần kinh được cho là do bỏ qua tim phổi được gọi là hội chứng sau lọc máu, đôi khi được gọi là "pumphead". Các triệu chứng của hội chứng postperfusion ban đầu được chẩn đoán là vĩnh viễn, nhưng được chứng minh là thoáng qua mà không bị suy yếu thần kinh vĩnh viễn. 
Để đánh giá hiệu suất của các đơn vị phẫu thuật và từng bác sĩ phẫu thuật, một mô hình rủi ro phổ biến đã được tạo ra được gọi là EuroSCORE. Điều này cần một số yếu tố sức khỏe từ một bệnh nhân và sử dụng các hệ số hồi quy logistic được tính toán trước để đưa ra một tỷ lệ phần trăm cơ hội sống sót để xuất viện. Tại Vương quốc Anh, EuroSCORE này đã được sử dụng để phân tích tất cả các trung tâm phẫu thuật tim và đưa ra một số dấu hiệu về việc liệu các đơn vị và bác sĩ phẫu thuật cá nhân của họ có thực hiện trong phạm vi chấp nhận được hay không. Các kết quả có sẵn trên trang web CQC. Phương pháp chính xác được sử dụng tuy nhiên chưa được công bố cho đến nay cũng như không có dữ liệu thô dựa trên kết quả.
Nhiễm trùng đại diện cho biến chứng không do tim nguyên phát từ phẫu thuật tim. Nhiễm trùng có thể bao gồm viêm trung thất, viêm cơ hoặc nhiễm trùng màng ngoài tim, viêm nội tâm mạc, nhiễm trùng thiết bị tim, viêm phổi, viêm mủ màng phổi và nhiễm trùng máu. Viêm đại tràng do Clostridum difficile cũng có thể phát triển khi sử dụng kháng sinh dự phòng hoặc sau phẫu thuật.

## Phẫu thuật phổi
Phẫu thuật cắt màng phổi là một thủ tục phẫu thuật trong đó một phần của màng phổi được cắt bỏ. Nó đôi khi được sử dụng trong điều trị tràn khí màng phổi và ung thư trung biểu mô. 

### Phẫu thuật giảm thể tích phổi
Phẫu thuật giảm thể tích phổi, hay LVRS, có thể cải thiện chất lượng cuộc sống cho một số bệnh nhân COPD và khí phế thũng. Các phần của phổi bị tổn thương đặc biệt do khí phế thũng được loại bỏ, cho phép phần còn lại, tương đối tốt để mở rộng và hoạt động hiệu quả hơn. Các tác động có lợi có tương quan với việc giảm khối lượng còn lại. Thường LVRS liên quan đến việc cắt bỏ các vùng bị ảnh hưởng nặng nề nhất của emphysematous, phổi (mục đích là cho 20-30%). Đây là một lựa chọn phẫu thuật liên quan đến phẫu thuật cắt bỏ ngực nhỏ cho bệnh nhân mắc COPD giai đoạn cuối do khí phế thũng tiềm ẩn và có thể cải thiện độ co giãn của phổi cũng như chức năng cơ hoành.
Thử nghiệm điều trị bệnh phù thũng quốc gia là một nghiên cứu đa trung tâm lớn (N = 1218) so sánh LVRS với điều trị không phẫu thuật. Kết quả cho thấy rằng không có lợi thế sống sót chung trong nhóm LVRS, ngoại trừ chủ yếu là khí phế thũng trên + khả năng tập luyện kém, và những cải thiện đáng kể đã được nhìn thấy trong khả năng tập thể dục trong nhóm LVRS.
Các biến chứng có thể xảy ra của LVRS bao gồm rò rỉ không khí kéo dài (thời gian trung bình sau phẫu thuật cho đến khi tất cả các ống ngực được lấy ra là 10,9 ± 8,0 ngày.
Ở những người bị khí phế thũng chủ yếu ở trên, phẫu thuật giảm thể tích phổi có thể dẫn đến tình trạng sức khỏe và chức năng phổi tốt hơn, mặc dù nó cũng làm tăng nguy cơ tử vong sớm và các tác dụng phụ.
LVRS được sử dụng rộng rãi ở châu Âu, mặc dù ứng dụng của nó ở Hoa Kỳ chủ yếu là thử nghiệm.
Một điều trị ít xâm lấn có sẵn như là giảm thể tích phổi phế quản. 

### Phẫu thuật ung thư phổi
Không phải tất cả các bệnh ung thư phổi đều phù hợp để phẫu thuật. Các giai đoạn, vị trí và loại tế bào là những yếu tố hạn chế quan trọng. Ngoài ra, những người bị bệnh nặng với tình trạng hoạt động kém hoặc dự trữ phổi không đủ sẽ khó có thể sống sót. Ngay cả với lựa chọn cẩn thận, tỷ lệ tử vong phẫu thuật tổng thể là khoảng 4,4%.
Trong giai đoạn ung thư phổi không phải tế bào nhỏ, các giai đoạn IA, IB, IIA và IIB phù hợp để phẫu thuật cắt bỏ.
Dự trữ phổi được đo bằng phế dung kế. Nếu không có bằng chứng về khó thở quá mức hoặc bệnh phổi nhu mô lan tỏa, và FEV 1 vượt quá 2 lít hoặc 80% dự đoán, người đó phù hợp để phẫu thuật cắt phổi. Nếu FEV 1 vượt quá 1,5 lít, bệnh nhân phù hợp để cắt thùy. 

#### Các loại phẫu thuật
- Cắt thùy (cắt bỏ thùy phổi)
- Cắt bỏ sublobar (loại bỏ một phần của thùy phổi)
- Phẫu thuật cắt phổi (cắt bỏ toàn bộ phổi)
- Cắt bỏ phế quản (loại bỏ một phần hình ống liên quan của đoạn phế quản chính liên quan trong phẫu thuật cắt thùy với tái tạo sau đó của đoạn phế quản)
- Cắt thuỳ VATS (phương pháp xâm lấn tối thiểu đến cắt thùy có thể cho phép giảm đau, nhanh chóng trở lại hoạt động đầy đủ và giảm chi phí bệnh viện)